# Shifen Da Pubu
Der Shifen Da Pubu (chinesisch 十分大瀑布, Pinyin Shífēn Dà Pùbù, engl.: Shifen Waterfall) ist ein Wasserfall im Bezirk Pingxi, Neu-Taipeh, Taiwan, am Oberlauf des Flusses Keelung. Der Wasserfall hat eine Höhe von 20 m und eine Breite von 40 m und ist damit der breiteste Wasserfall in Taiwan.

## Geographie
Die Kaskade liegt in einer Engstelle des Flusstales, zwischen den Orten Shifen und Dahua Chezhan (大華車站). In den steilen Hängen gibt es zahlreiche weitere kleine Kaskaden anderer Bäche und nur etwa 200 m entfernt liegen die Yanjingdong Falls (眼鏡洞) an einem kleinen Nebenfluss.

## Name
Der Name Shifen bezieht sich auf den Ortsnamen, da ursprünglich 10 Familien (Shi Fen) in diesem Gebiet in Pingxi siedelten. Der Wasserfall wird auch als Little Niagara of Taiwan bezeichnet.

## Geologie
Das Flussbett weist zahlreiche Strudeltöpfe und Kolke (potholes) auf. Diese sind im Oberlauf des Flusses sogar noch stärker ausgeprägt.

## Tourismus
Der Wasserfall liegt ca. 2 km nordöstlich der Shifen Station der Taiwan Railways. Eine Eisenbahnlinie verläuft entlang des Tales und passiert den Wasserfall.
Das umgebende Land war lange Zeit in Privatbesitz und eine Firma erhob Eintrittsgelder von Besuchern. 2014 erwarb die Tourismus- und Reisebehörde von Neu-Taipeh das Land und schuf einen kommunalen Park. Seither ist der Zugang kostenlos. Im Osten von Shifen gibt es einen Parkplatz, von dem aus man den Wasserfall zu Fuß erreichen kann.